# Hattigudur, Shahpur
Hattigudur là một làng thuộc tehsil Shahpur, huyện Gulbarga, bang Karnataka, Ấn Độ.